# 1937年上海派遣軍戰鬥序列
1937年上海派遣軍戰鬥序列為中日戰爭第一期第一階段，投入中國華中戰場的日軍戰鬥序列。此序列編成於1937年年中，以上海為主要攻擊目標的該部隊參與了華中戰場的戰鬥，而總司令官為松井石根。

## 戰鬥序列簡介
- 上海海軍特別陸戰隊，司令官大川內傳七少將

- 上海派遣軍，司令官松井石根大將，參謀長飯沼守（日语：飯沼守）少將
  - 第3師團，師團長藤田進中將（8月18日於熱田港啟航，8月23日到吳淞、張華浜登陸）
  - 第11師團，師團長山室宗武（日语：山室宗武）中將，參謀長片村四八（日语：片村四八）大佐（8月18日於多渡津啟航，於8月23日到達寶山川沙河口，強行登陸成功）
  - 第9師團，師團長吉住良輔中將，參謀長中川廣大佐（9月23日自大阪啟航，27日在楊樹浦至吳淞間登陸）
  - 第13師團，師團長荻州立兵中將（9月27日自神戶啟航，10月1日在張華浜、虬江口一帶登陸）
  - 第101師團，師團長伊東政喜（日语：伊東政喜）中將（9月18日自神戶啟航，22日在吳淞、楊樹浦間登陸）
  - 第16師團，師團長中岛今朝吾中將，參謀長中澤三夫大佐
  - 重藤支隊（台灣守備隊5個步兵大隊、1個山砲中隊），旅團長重藤千秋少將（9月14日於寶山川沙鎮登陸）

- 第10軍，司令官柳川平助，參謀長田邊盛武
  - 第6師團，師團長谷壽夫中將，參謀長下野一霍（日语：下野一霍）大佐（11月5日於金絲娘橋、漕涇登陸）
  - 第18師團，師團長牛島貞雄（日语：牛島貞雄）中將，參謀長小籐惠大佐（11月5日於全公亭登陸）
  - 第114師團，師團長末松茂治（日语：末松茂治）中將，參謀長磯田三郎（日语：磯田三郎）大佐（11月10日於全公亭登陸）
  - 國崎支隊（步兵第9旅團），旅團長國崎登少將（11月5日於金山衛登陸）
    - 第41聯隊，聯隊長山田鐵二郎大佐
    - 獨立山炮兵第3聯隊

  - 野戰重炮兵第6旅團，旅團長澄田𧶛四郎少將
    - 野戰重炮兵第13聯隊，聯隊長橋本欣五郎大佐
    - 野戰重炮兵第14聯隊，聯隊長井手龍男大佐

  - 第一後備兵團
  - 第二後備兵團

- - 中國靖安軍（親日之中華民國臨時政府 (北京)）
  - 中國李春山旅（親日之中華民國臨時政府）
  - 中國于芷山旅（親日之中華民國臨時政府）